# Edward Gierek
Edward Gierek (Porabka, Polonia, 6 de enero de 1913 - 29 de julio de 2001) fue un político comunista polaco y líder de facto de Polonia entre 1970 y 1980. Gierek reemplazó a Władysław Gomułka como secretario general del Partido Obrero Unificado Polaco (PZPR) en la República Popular de Polonia en 1970. Es conocido por abrir Polonia al Bloque Occidental y por sus políticas económicas basadas en préstamos extranjeros que darían bajo su mandato un crecimiento económico y una mejora de la calidad de vida en el país. Fue destituido del poder después de que las huelgas laborales condujeran al Acuerdo de Gdańsk entre el estado comunista y los trabajadores del movimiento emergente Solidaridad.
Nacido en Sosnowiec, en el Zarato de Polonia, en una familia devota católica, Gierek emigró con sus parientes a Francia a una edad temprana.  En 1934, fue deportado a Polonia por defender y hacer campaña comunista, pero posteriormente se mudó a Bélgica para trabajar como minero de carbón en Genk. Como resultado, dominaba el francés, lo que lo benefició para seguir su futura carrera política. Durante la Segunda Guerra Mundial, Gierek participó activamente en la Resistencia belga antifascista contra los nazis. Regresó a la Polonia de la posguerra solo en 1948 después de pasar 22 años en el extranjero. En 1954, se convirtió en parte del Comité Central del Partido Obrero Unificado Polaco (PZPR) bajo Bolesław Bierut como representante de la región de Silesia. Conocido por su franqueza y oratoria, Gierek emergió gradualmente como uno de los políticos más respetados y progresistas del país, mientras se convertía en un fuerte opositor del más autoritario Władysław Gomułka.
Gomułka fue destituido de su cargo después de que las protestas en Polonia de 1970 fueran reprimidas violentamente bajo su autoridad. En diciembre de 1970, Gierek fue nombrado nuevo Primer Secretario y líder de facto de la República Popular de Polonia.  Los primeros años de su mandato estuvieron marcados por la industrialización así como por la mejora de las condiciones de vida y de trabajo. 
Habiendo pasado un tiempo en Europa Occidental, abrió la Polonia comunista a nuevas ideas occidentales y aflojó la censura, convirtiendo así a Polonia en el país más liberal y con mayores libertades civiles del Bloque del Este junto con Hungría. Las grandes sumas de dinero prestadas por los acreedores extranjeros se dirigieron a la construcción de bloques de pisos y la creación de industrias pesadas de acero y carbón en su Silesia natal. En 1976, Gierek abrió la primera carretera polaca en pleno funcionamiento desde Varsovia hasta Katowice, que coloquialmente lleva su nombre hasta el día de hoy. Sin embargo, a finales de la década de 1970, Polonia se sumergió en un declive económico.
A pesar de arrastrar a Polonia un cierto declive financiero y económico, Edward Gierek es recordado con cariño por su patriotismo y sus políticas de modernización;  se construyeron más de 1,8 millones de pisos para albergar a la creciente población, y también es responsable de iniciar la producción del Fiat 126 en Polonia y la construcción de la estación de tren Warszawa Centralna, la estación europea más moderna en el momento de su finalización en 1975.

## Biografía

### Juventud
Edward Gierek nació en Porąbka, ahora parte de Sosnowiec, en una familia de mineros de carbón en Silesia. Perdió a su padre en un accidente minero en un pozo a la edad de cuatro años. Su madre se volvió a casar y emigró al norte de Francia, donde vivió desde los 10 años y trabajó en una mina de carbón desde los 13. Gierek se unió al Partido Comunista Francés en 1931 y en 1934 fue deportado a Polonia por organizar una huelga. Después de completar el servicio militar obligatorio en Stryi en el sureste de Polonia (1934–1936), Gierek se casó con Stanisława Jędrusik, pero no pudo encontrar empleo. Los Gierek fueron a Bélgica, donde Edward trabajó en las minas de carbón de Waterschei, contrayendo neumoconiosis (enfermedad del pulmón negro) en el proceso. En 1939, Gierek se unió al Partido Comunista de Bélgica. Durante la ocupación alemana, participó en las actividades comunistas contra la Alemania nazi. Después de la guerra, Gierek permaneció políticamente activo entre la comunidad inmigrante polaca. Fue cofundador de la rama belga del Partido Obrero Polaco (PPR) y presidente del Consejo Nacional de Polacos en Bélgica.

### Partido Obrero Polaco y el Partido Obrero Unificado Polaco

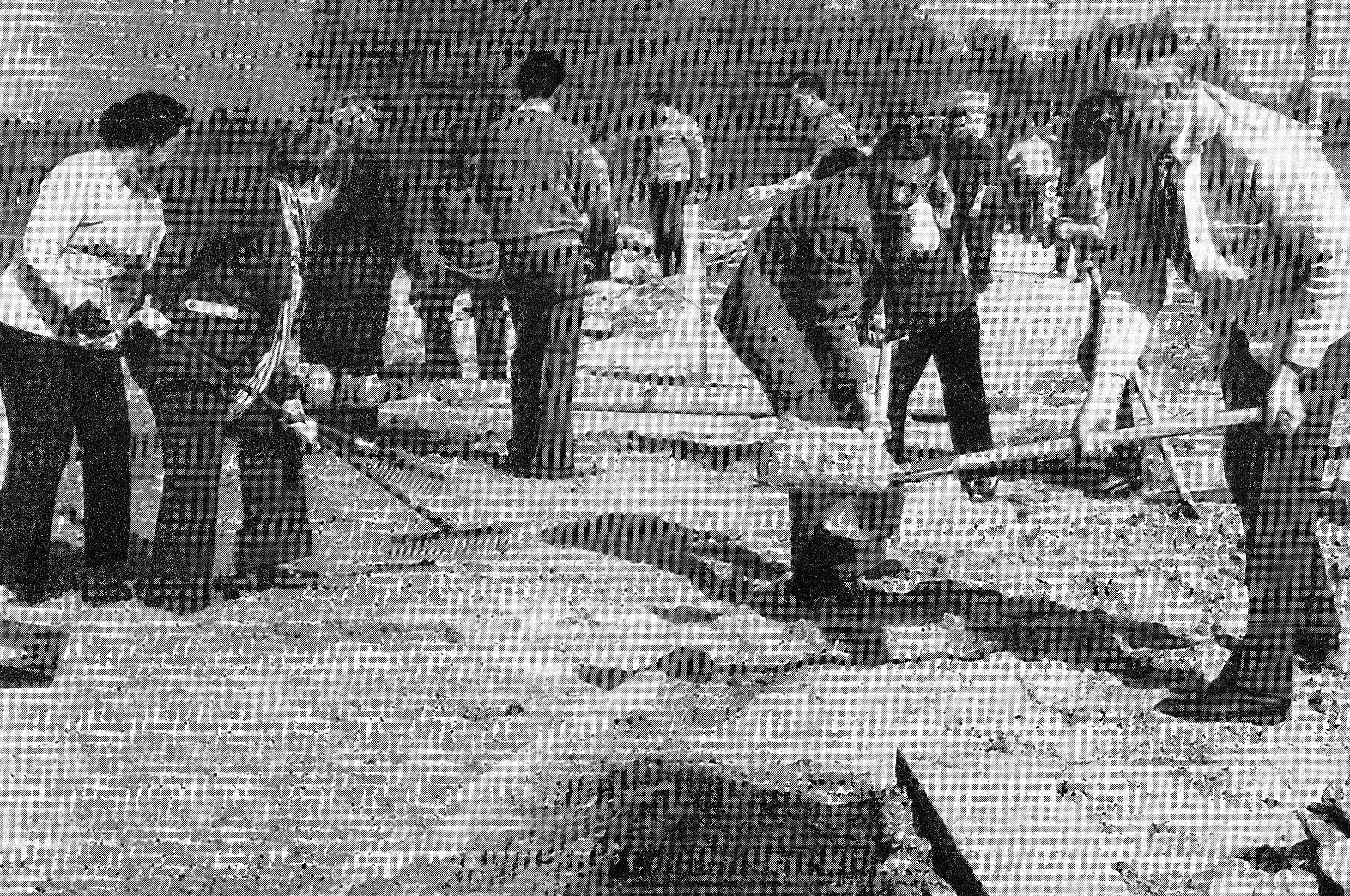
Gierek y su esposa contribuyen en el Día del Trabajo Voluntario del Partido

Las autoridades de la PPR ordenaron a Gierek, que en 1948 tenía 35 años y había pasado 22 años en el extranjero, que regresara a Polonia, lo que hizo con su esposa y sus dos hijos. Trabajando en la organización del PPR del distrito de Katowice, en diciembre de 1948, como delegado de Sosnowiec, participó en el congreso de unificación del PPR-PPS, que resultó en el establecimiento del Partido Obrero Unificado Polaco] (PZPR). En 1949, fue designado y asistió a un curso superior del partido de dos años en Varsovia, donde se consideró que estaba poco calificado para los esfuerzos intelectuales pero muy motivado para el trabajo del partido. En 1951 Roman Zambrowski envió a Gierek a una mina de carbón en huelga, acusándolo de restaurar el orden. Gierek pudo resolver la situación mediante la persuasión y se evitó el uso de la fuerza. Fue miembro del Sejm de 1952. Durante el II Congreso del PZPR (marzo de 1954), fue elegido miembro del Comité Central del partido. Como jefe de la División de Industria Pesada del Comité Central, trabajó directamente bajo las órdenes del Primer Secretario Bolesław Bierut en Varsovia.
En marzo de 1956, cuando Edward Ochab se convirtió en el primer secretario del partido, Gierek se convirtió en secretario del Comité Central, aunque expresó públicamente sus dudas sobre sus propias calificaciones. El 28 de junio de 1956 lo enviaron a Poznań, donde se estaba llevando a cabo una protestas. Posteriormente, delegado por el Politburó, encabezó la comisión encargada de investigar las causas y el curso de los acontecimientos de Poznań. Presentaron su informe el 7 de julio, culpando a una conspiración hostil antisocialista de inspiración extranjera que se aprovechó del descontento de los trabajadores en las empresas de Poznań. En julio, Gierek se convirtió en miembro del Politburó del PZPR, pero duró en ese puesto solo hasta octubre, cuando Władysław Gomułka reemplazó a Ochab como primer secretario. Nikita Jruschov criticó a Gomułka por no retener a Gierek en el Politburó; sin embargo, siguió siendo secretario del Comité Central responsable de asuntos económicos. Regresaría al Politburó en marzo de 1959, en el III Congreso del PZPR.
Crítico con la fracción promoscovita del partido en el gobierno, el Partido Obrero Unificado de Polonia, Gierek promovió una suerte de consenso nacional, adaptando prudentemente las directrices soviéticas a las circunstancias del país, eludiendo enfrentamientos.

### Líder del distrito industrial de Katowice

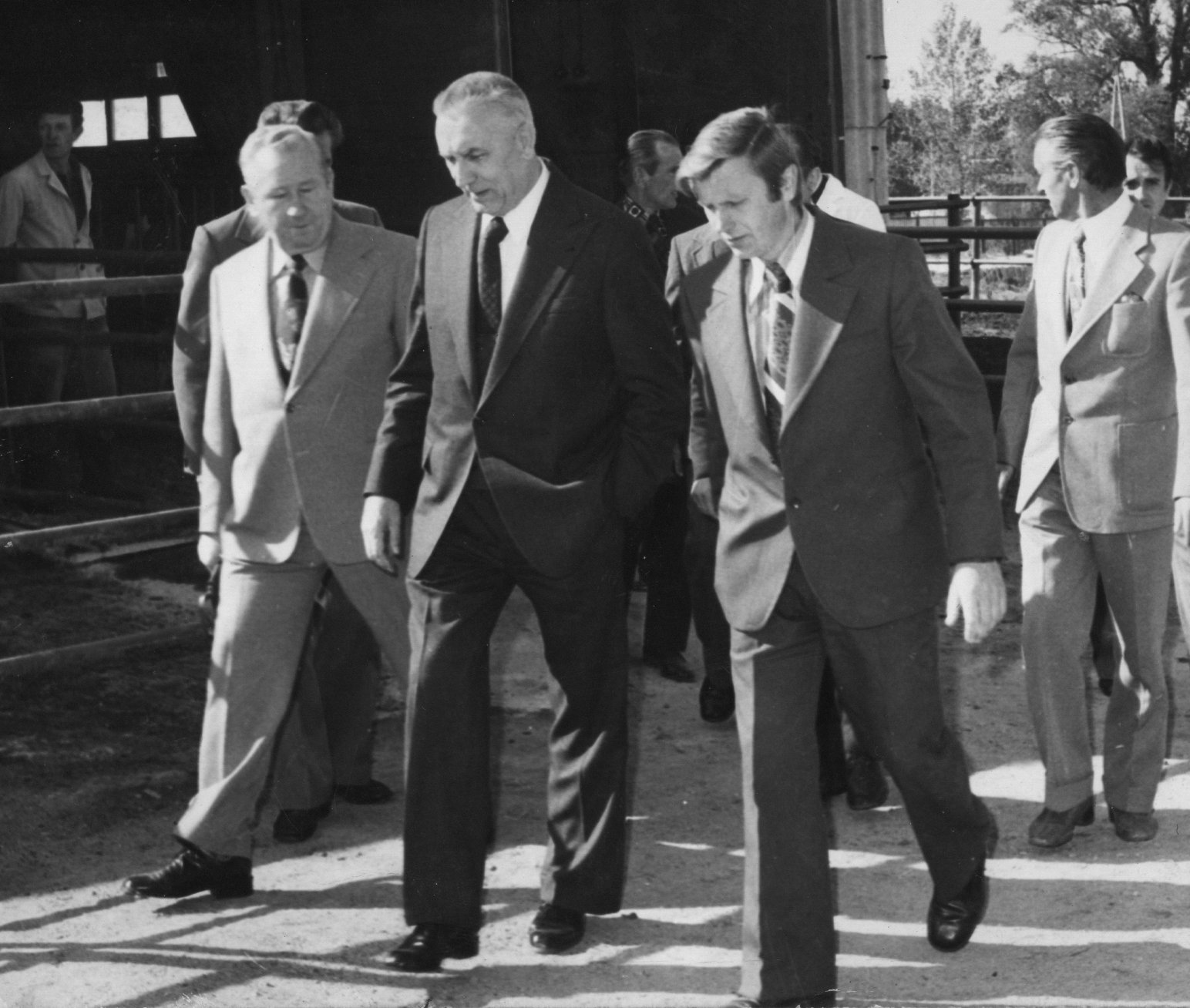
Edward Gierek como primer secretario del PZPR (segundo desde la izquierda)

En marzo de 1957, además de sus deberes en el Comité Central, Gierek fue nombrado primer secretario de la organización Voivodato de Katowice, cargo que ocupó hasta 1970. Creó una base de poder personal en la región de Katowice y se convirtió en el líder reconocido a nivel nacional de la facción de jóvenes tecnócratas del partido. Por un lado, Gierek era considerado un gerente pragmático, aideológico y orientado al progreso económico, por otro lado, era conocido por su actitud servil hacia los líderes soviéticos, para quienes era una fuente de información sobre el PZPR y sus personalidades. Tanto la supremacía industrial del territorio bien dirigido de Gierek en Alta Silesia como la relación especial con los soviéticos que cultivó hicieron creer a muchos que Gierek era un posible sucesor de Gomułka.
El profesor de derecho de la Universidad de Varsovia Mieczysław Maneli, que conoció a Gierek desde 1960 en adelante, escribió sobre él en 1971: "Edward Gierek es un comunista anticuado, pero sin fanatismo ni celo. Su marxismo está obstaculizado por pocos dogmas. Es casi pragmático. Cree profundamente en el papel protagónico que la historia ha conferido a los partidos comunistas y vive según la máxima de que un gobierno debe ser fuerte y gobernar inquebrantablemente... El apodo del partido de Gierek era "Tshombe", y Silesia era la "Katanga polaca".  Allí operó casi como un príncipe soberano, un organizador talentoso con un verdadero don para encontrar esbirros eficientes y leales. Todas las profesiones estaban representadas en su corte: ingenieros, economistas, profesores, escritores, burócratas del partido y agentes de seguridad".
Gierek pudo haber intentado hacer su movimiento durante la crisis política de Polonia de 1968. Poco después de la manifestación estudiantil del 8 de marzo en Varsovia, el 14 de marzo en Katowice dirigió una reunión masiva de 100.000 miembros del partido de toda la provincia.  Fue el primer miembro del Politburó en hablar públicamente sobre el tema de las protestas que tenían lugar en ese momento y luego afirmó que su motivación era demostrar su apoyo al gobierno de Gomułka, amenazado por la conspiración interna del partido de Mieczysław Moczar. Gierek usó un lenguaje fuerte para condenar a los supuestos "enemigos de la Polonia Popular" que estaban "perturbando la pacífica Silesia en el agua". Los colmó de epítetos propagandísticos y aludió a que sus huesos serían aplastados si perseveraban en sus intentos de alejar a la "nación" de su "curso elegido". Supuestamente, Gierek se sintió avergonzado cuando los participantes de la conferencia del partido en Varsovia el 19 de marzo gritaron su nombre junto con el de Gomułka, como expresión de apoyo. Los eventos de 1968 fortalecieron la posición de Gierek, también a los ojos de sus patrocinadores en Moscú.

### Secretario del PZPR

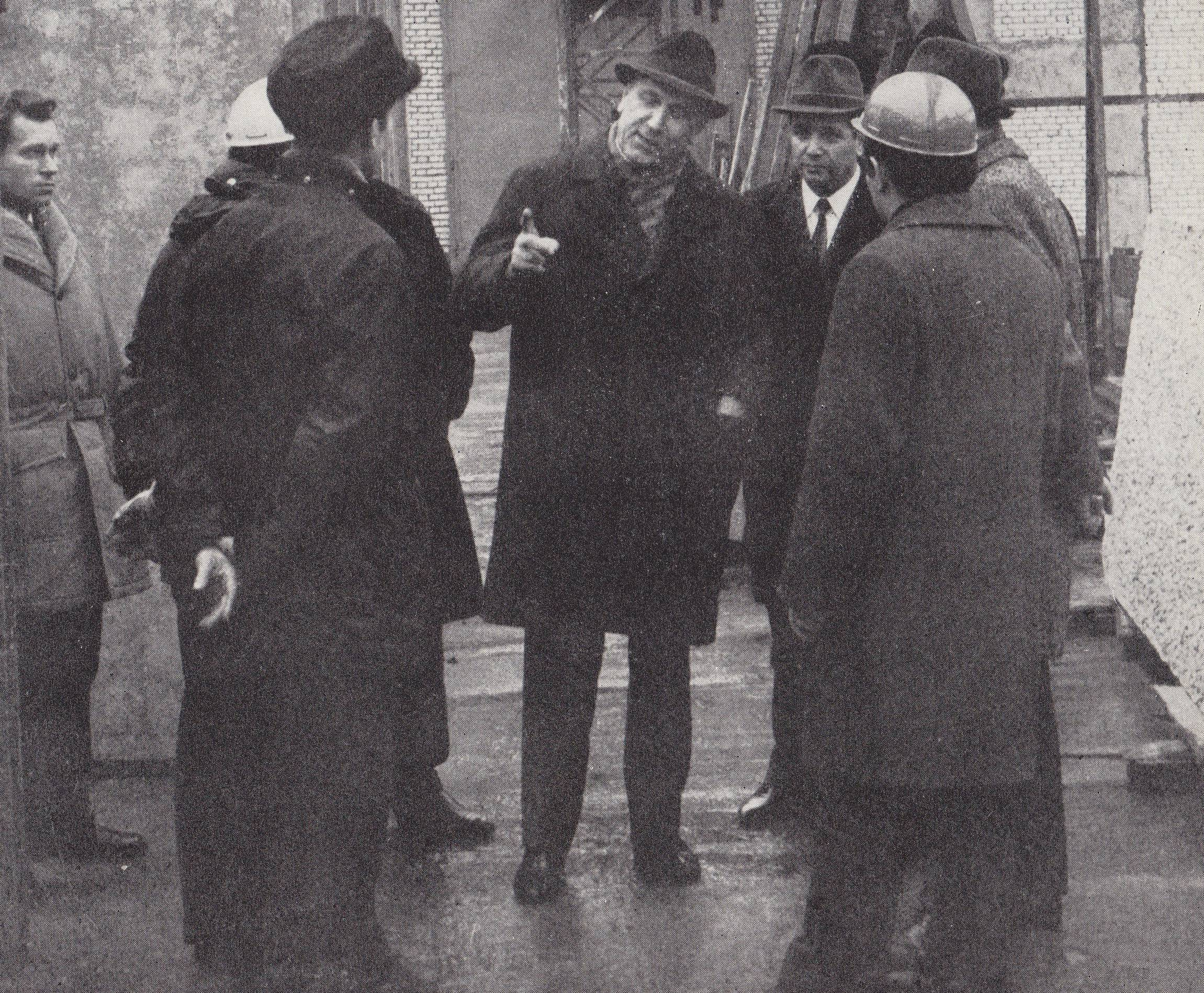
Gierek participó en cientos de viajes de campo y visitas, conociendo gente común y buscando sus comentarios.

Cuando las protestas polacas de 1970 fueron violentamente reprimidas, Gierek reemplazó a Gomułka como primer secretario del partido y se convirtió así en el político más poderoso de Polonia. A finales de enero de 1971, puso su nueva autoridad en juego y viajó a Szczecin y Gdańsk, para negociar personalmente con los trabajadores en huelga. Aumentos de precios al consumidor que desencadenaron la reciente revuelta fueron rescindidos. Entre los movimientos populares de Gierek estaba la decisión de reconstruir el Castillo Real en Varsovia, destruido durante la Segunda Guerra Mundial y no incluido en la restauración de la posguerra del Ciudad Vieja. Los medios controlados por el estado destacaron su educación extranjera y su fluidez en el idioma francés.
La llegada del equipo de Gierek significó el reemplazo generacional final de la élite comunista gobernante, un proceso iniciado en 1968 bajo Gomułka. Muchos miles de activistas del partido, incluidos importantes líderes mayores con antecedentes en el Partido Comunista Polaco de antes de la guerra, fueron destituidos de puestos de responsabilidad y reemplazados por personas cuyas carreras se formaron después de la Segunda Guerra Mundial. Gran parte de la revisión se llevó a cabo durante y después del VI Congreso del PZPR, convocado en diciembre de 1971. La clase gobernante resultante fue una de las más jóvenes de Europa. El papel de la administración se amplió a expensas del partido, según la máxima "el partido manda, el estado gobierna".  A lo largo de la década de 1970, el miembro más visible de la alta dirección después de Gierek fue el primer ministro Piotr Jaroszewicz. Desde mayo de 1971, el político del partido rival de Gierek, Mieczysław Moczar, fue cada vez más marginado.

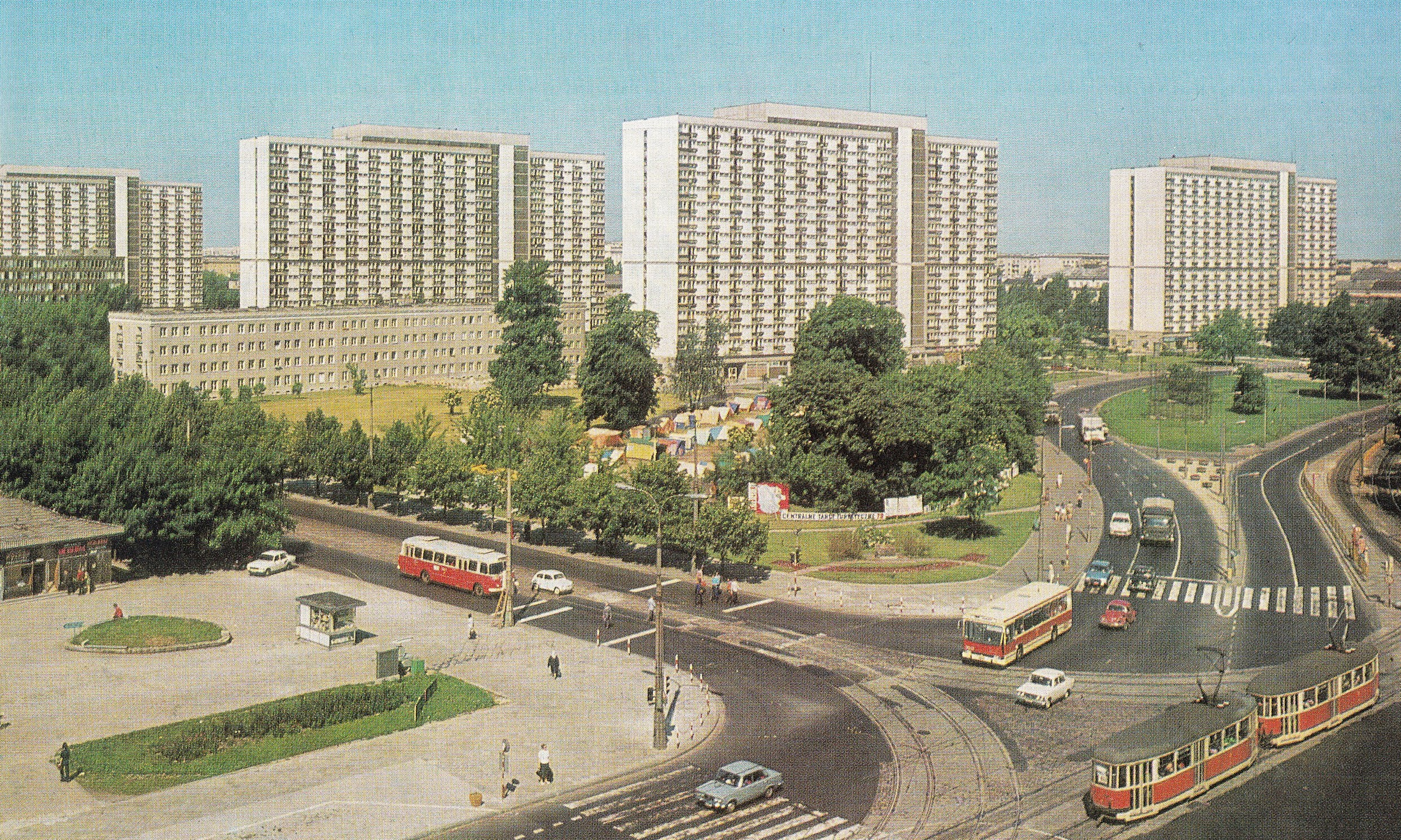
Bloque de departamentos de la Polonia de Gierek

Según el historiador Krzysztof Pomian, a principios de su mandato, Gierek abandonó la práctica de larga data del régimen de confrontación intermitente con la Iglesia católica polaca y optó por la cooperación. La política resultó en una posición privilegiada de la Iglesia y sus líderes durante el gobierno comunista en Polonia. La Iglesia expandió notablemente su infraestructura física y también se convirtió en una tercera fuerza política crucial, a menudo involucrada en la mediación de conflictos entre las autoridades y los activistas de la oposición.

### Economía

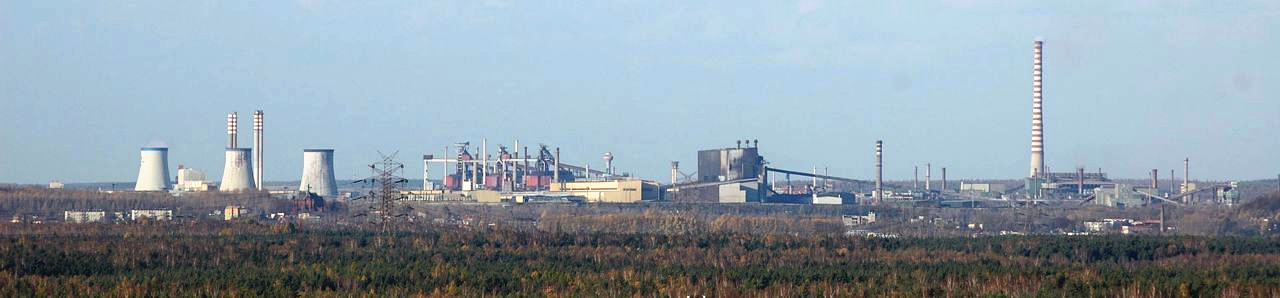
Katowice Steelworks, el mayor proyecto industrial de Gierek

Dado que los disturbios que acabaron con Gomułka fueron causados principalmente por dificultades económicas, Gierek prometió una reforma económica e instituyó un programa para modernizar la industria y aumentar la disponibilidad de bienes de consumo. Su "reforma" se basó principalmente en préstamos extranjeros a gran escala, no acompañada de una reestructuración sistémica importante. La necesidad de una reforma más profunda quedó oscurecida por el auge de las inversiones que disfrutaba el país en la primera mitad de la década de 1970. Las buenas relaciones del primer secretario con los líderes occidentales, especialmente con los Valéry Giscard d'Estaing de Francia y la Alemania Occidental de Helmut Schmidt, fueron un catalizador para que recibiera ayuda y préstamos extranjeros. A Gierek se le atribuye ampliamente la apertura de Polonia a la influencia política y económica del Bloque Occidental. Él mismo viajó mucho al extranjero y recibió importantes invitados extranjeros en Polonia, incluidos tres presidentes de los Estados Unidos. Leonid Brezhnev también confiaba en Gierek, lo que significaba que pudo seguir sus políticas (globalización de la economía de Polonia) sin mucha interferencia de la Unión Soviética. De buena gana había concedido a los soviéticos concesiones que su predecesor Gomułka consideraría contrarias al interés nacional polaco.

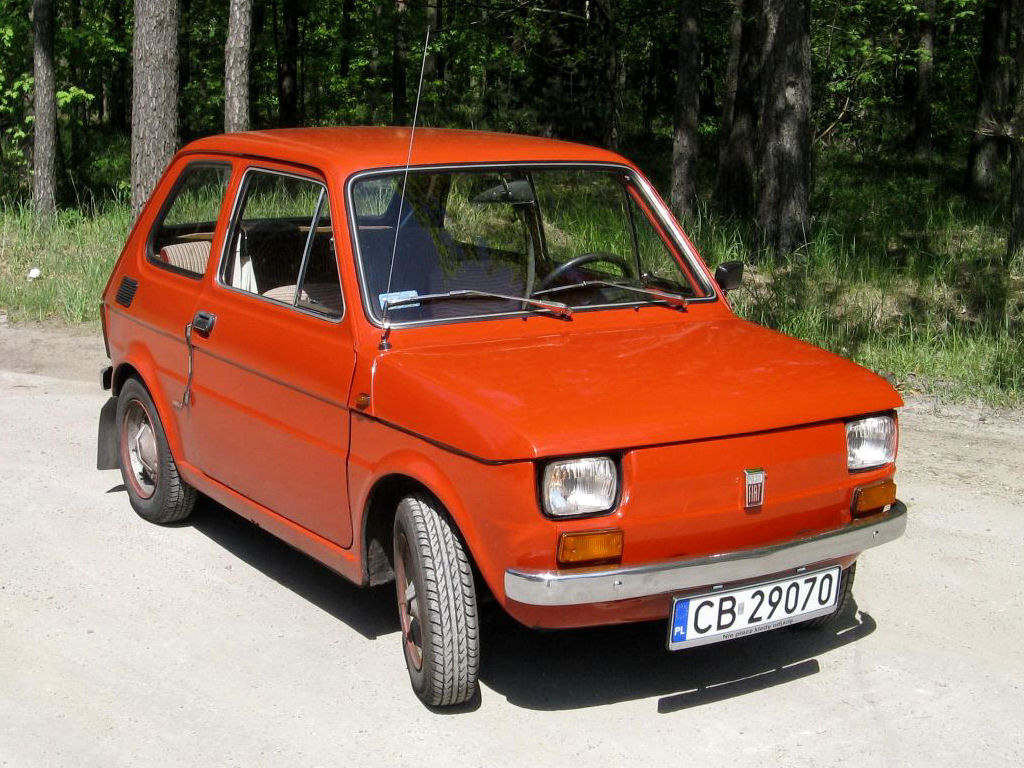
El auto Fiat 126 fue popular bajo Gierek

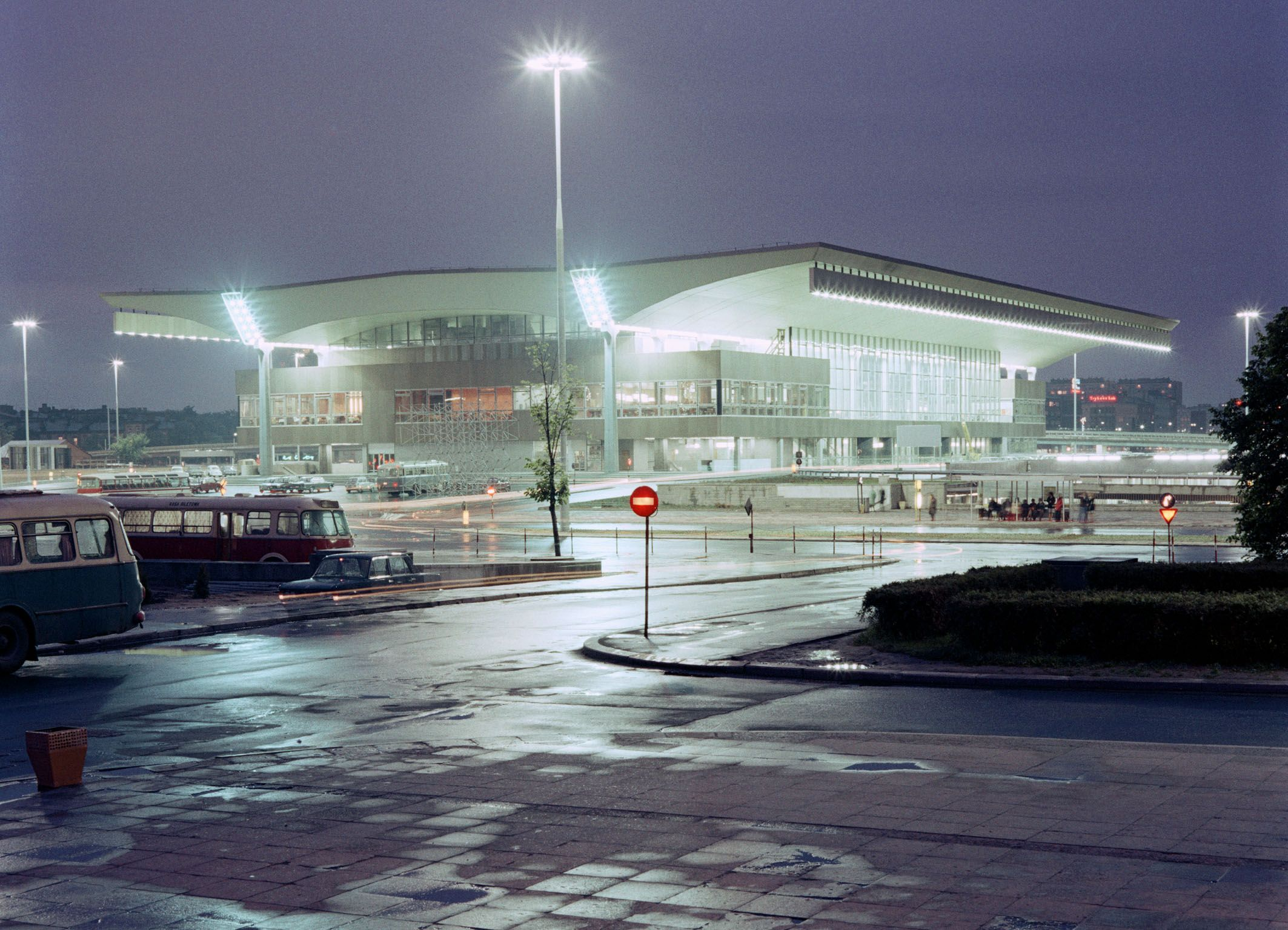
Edward Gierek realizó personalmente la inauguración oficial de la nueva estación de tren Varsovia el 5 de diciembre de 1975.

El nivel de vida aumentó notablemente en Polonia en la primera mitad de la década de 1970, y durante un tiempo Gierek fue aclamado como un hacedor de milagros. Los polacos, en un grado sin precedentes, pudieron comprar artículos de consumo deseados, como automóviles compactos, viajar al oeste con bastante libertad e incluso una solución al problema intratable del suministro de viviendas parecía estar en el horizonte. Décadas más tarde, muchos recordaron el período como el más próspero de sus vidas. Sin embargo, la economía comenzó a tambalearse durante la crisis del petróleo de 1973, y en 1976 los precios aumentaron. Las protestas de junio de 1976 fueron brutalmente reprimidas por la policía, pero los aumentos de precios planeados fueron cancelados. La mayor acumulación de deuda externa ocurrió a fines de la década de 1970, cuando el régimen luchaba por contrarrestar los efectos de la crisis.

### Crisis y protestas

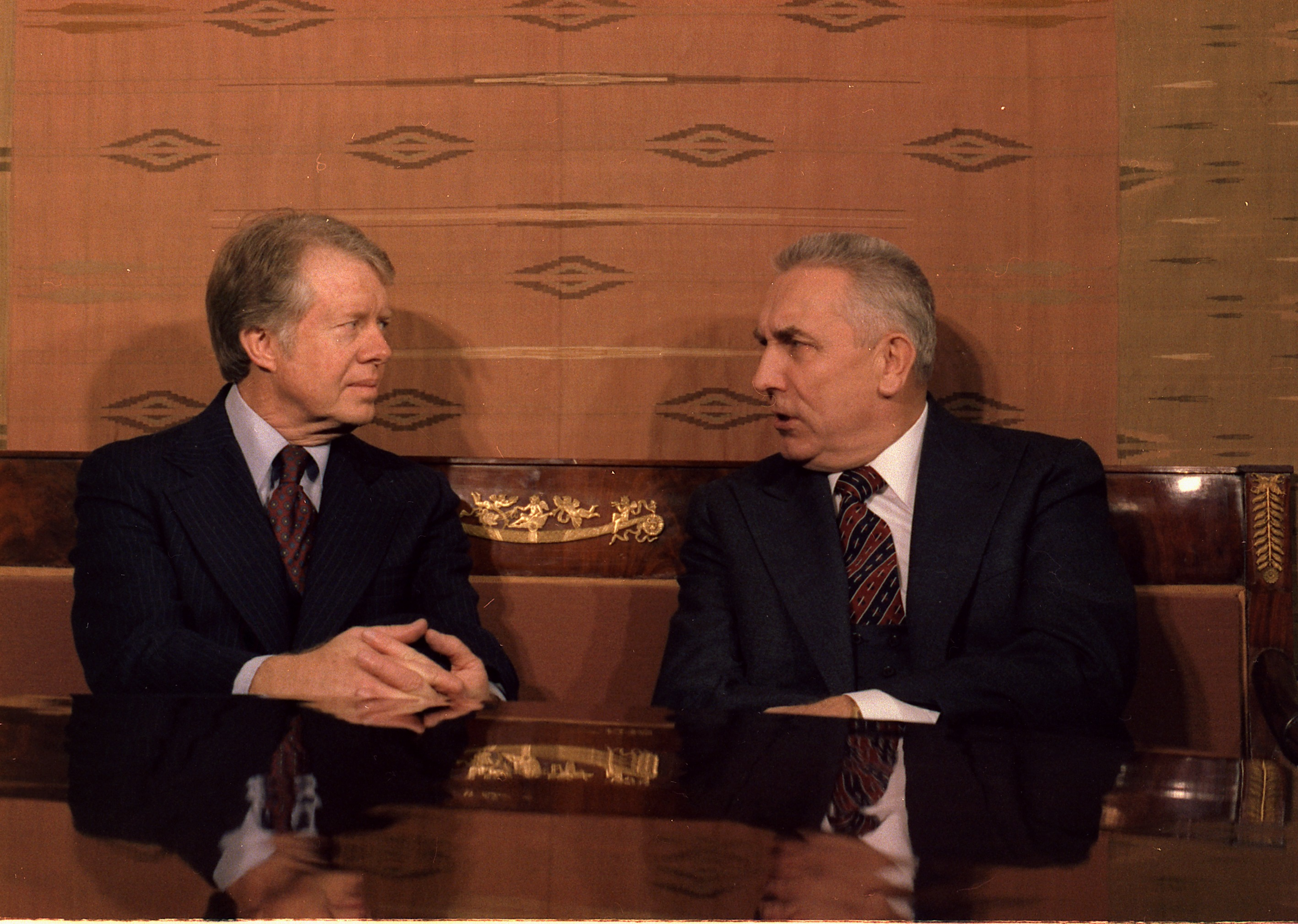
Gierek y Jimmy Carter

El período del gobierno de Gierek se destaca por el surgimiento de una oposición organizada en Polonia. Los cambios en la constitución, propuestos por el régimen, causaron una controversia considerable a fines de 1975 y 1976. Las enmiendas previstas incluían la formalización del "carácter socialista del estado", el papel principal del PZPR y la alianza polaco-soviética. Las modificaciones ampliamente opuestas resultaron en numerosas cartas de protesta y otras acciones, pero fueron apoyadas en el VII Congreso del PZPR en diciembre de 1975 e implementadas en gran medida por el Sejm en febrero de 1976. Los círculos de oposición organizados se desarrollaron gradualmente y llegó a 3000–4000 miembros al final de la década.
Debido al deterioro de la situación económica, a fines de 1975 las autoridades anunciaron que la congelación de 1971 en los precios de los alimentos tendría que levantarse. El primer ministro Jaroszewicz forzó los aumentos de precios, en combinación con una compensación financiera que favorecía a los tramos de ingresos más altos;  la política finalmente se adoptó a pesar de las fuertes objeciones expresadas por los líderes soviéticos. El aumento, apoyado por Gierek, fue anunciado por Jaroszewicz en el Sejm el 24 de junio de 1976. Al día siguiente estallaron huelgas, con disturbios particularmente graves, brutalmente reprimidos por la policía, que tuvieron lugar en Radom, a las Fábrica Ursus de Varsovia y en Płock. El 26 de junio, Gierek se involucró en el modo de operación tradicional de confrontación de crisis del partido, ordenando reuniones públicas masivas en ciudades polacas para demostrar el supuesto apoyo de la gente al partido y condenar a los "alborotadores".

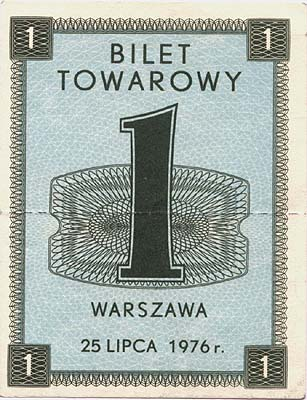
Cartilla de racionamiento de 1976

Con la orden de Brezhnev de no intentar más manipulaciones con los precios, Gierek y su gobierno tomaron otras medidas para rescatar el mercado desestabilizado en el verano de 1976. En agosto, se introdujeron "cupones de mercancías" de azúcar para racionar el producto. La política de "desarrollo dinámico" había terminado, como lo demuestran tales sellos de racionamiento, que seguirían siendo parte de la realidad diaria de Polonia hasta julio de 1989.
A raíz de las protestas de junio de 1976, un importante grupo de oposición, el Comité de Defensa de los Obreros (KOR), comenzó sus actividades en septiembre para ayudar a los trabajadores perseguidos participantes en las protestas. También se establecieron otras organizaciones de oposición en 1977-1979, pero históricamente la KOR demostró ser de particular importancia.
En 1979, los comunistas gobernantes de Polonia permitieron a regañadientes que el Papa Juan Pablo II hiciera su primera visita papal a Polonia (del 2 al 10 de junio), a pesar del consejo soviético de lo contrario. Gierek, que se había reunido previamente con el Papa Pablo VI en el Vaticano, habló con el Papa con motivo de su visita.

## Caída
Aunque Gierek, angustiado por el fracaso de la política de aumento de precios de 1976, fue persuadido por sus colegas de no renunciar, las divisiones dentro de su equipo se intensificaron.  Una facción, liderada por Edward Babiuch y Piotr Jaroszewicz, quería que permaneciera al mando, mientras que otra, liderada por Stanisław Kania y Wojciech Jaruzelski, estaba menos interesada en preservar su liderazgo.

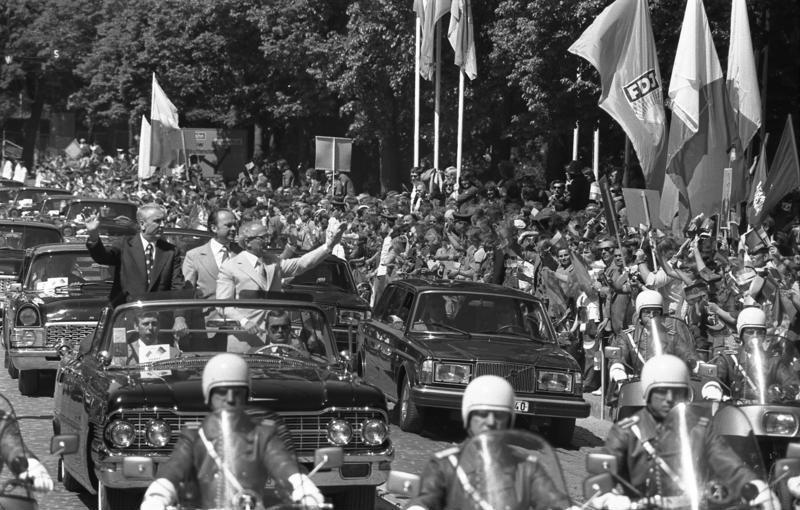
Gierek en la Alemania Oriental con Erich Honecker

En mayo de 1980, después de la Invasión soviética de Afganistán y el posterior boicot occidental a la Unión Soviética, Gierek organizó una reunión entre Valéry Giscard d'Estaing y Leonid Brezhnev en Varsovia. Como fue el caso de Władysław Gomułka una década antes, un éxito en política exterior creó la ilusión de que el líder del partido polaco estaba seguro en su aura de estadista, mientras que los hechos políticos primordiales estaban determinados por el deterioro de la situación económica y el resultado de la conflictividad laboral.  En julio, Gierek fue a Crimea, su lugar habitual de vacaciones. Por última vez habló allí con su amigo Brezhnev. Respondió a la sombría evaluación de Brezhnev de la situación en Polonia (incluido el endeudamiento fuera de control) con sus propias predicciones optimistas, posiblemente sin ser plenamente consciente de la situación del país y la suya propia.
Una vez más, en el verano de 1980, los aumentos de precios desencadenaron protestas en todo el país, especialmente en los astilleros Gdańsk y Szczecin. A diferencia de ocasiones anteriores, el régimen decidió no recurrir a la fuerza para reprimir las huelgas. En el Acuerdo de Gdańsk y otros acuerdos alcanzados con los trabajadores polacos, Gierek se vio obligado a conceder su derecho a la huelga, y nació el sindicato Solidaridad.

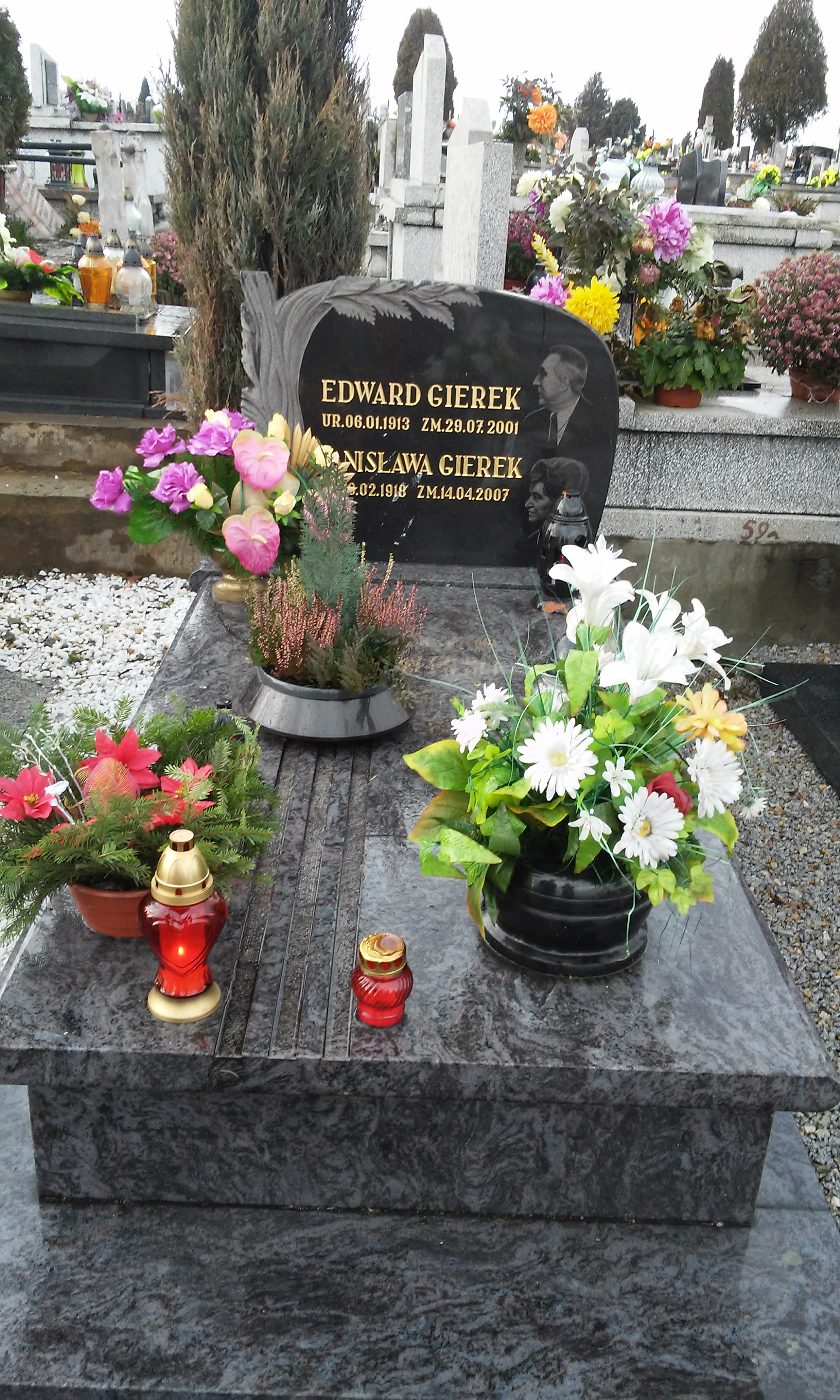
Tumba de Edward y Stanisława Gierek en Sosnowiec

Poco después, a principios de septiembre de 1980, fue reemplazado por el Pleno VI del Comité Central como primer secretario del partido por Stanisław Kania y destituido del poder.  Un líder popular y confiable a principios de la década de 1970, Gierek se fue rodeado de infamia y burlas, abandonado por la mayoría de sus colaboradores.  El VII Pleno de diciembre de 1980 responsabilizó personalmente a Gierek y Jaroszewicz de la situación del país y los destituyó del Comité Central. El IX Congreso extraordinario del PZPR, en un movimiento sin precedentes, votó en julio de 1981 para expulsar a Gierek y sus allegados del partido, ya que los delegados los consideraban responsables de la crisis relacionada con Solidaridad en Polonia, y la Primera Secretaria Kania no pudo impedir su acción. El próximo primer secretario del PZPR, el general Wojciech Jaruzelski, introdujo la ley marcial en Polonia el 13 de diciembre de 1981. Gierek estuvo internado durante un año a partir de diciembre de 1981. A diferencia del (también internados) activistas de la oposición, el estado de internamiento no trajo a Gierek ningún respeto social.
Edward Gierek murió en julio de 2001 de la enfermedad pulmonar de un minero en un hospital de Cieszyn, cerca de la estación montañosa sureña de Ustroń, donde pasó sus últimos años.  Desde la perspectiva del tiempo, su gobierno ahora se veía de manera más positiva y más de diez mil personas asistieron a su funeral.
Con su esposa de toda la vida, Stanisława née Jędrusik, Gierek tuvo dos hijos,  uno de los cuales es miembro del Parlamento Europeo Adam Gierek.

## Legado
En 1990, se publicaron en Polonia dos libros, basados en extensas entrevistas con Gierek de Janusz Rolicki, que se convirtieron en superventas.
La sociedad polaca está dividida en su evaluación de Gierek. Algunos recuerdan con cariño su gobierno por la mejora de los niveles de vida que disfrutaron los polacos en la década de 1970 bajo su gobierno. Únicamente entre los líderes del PZPR, el público polaco ha mostrado signos de nostalgia por Gierek, perceptibles especialmente después de la muerte del ex primer secretario.
Otros enfatizan que las mejoras solo fueron posibles gracias a las políticas imprudentes e insostenibles basadas en enormes préstamos extranjeros, que condujeron directamente a las crisis económicas de los años setenta y ochenta. A juzgar en retrospectiva, la suma total de más de 24 mil millones prestados (en dólares de la década de 1970) no se gastó bien.
Al convertirse en primer secretario en diciembre de 1970, Gierek se prometió a sí mismo que bajo su mandato nadie sería fusilado en las calles.  En 1976 las fuerzas de seguridad intervinieron en las huelgas, pero sólo después de entregar las armas de fuego.  En 1980, no usaron la fuerza en absoluto.
Según el sociólogo y político de izquierda Maciej Gdula, la transformación social y cultural que tuvo lugar en la Polonia en la década de 1970 fue incluso más fundamental que el que ocurrió en la década de 1990, después de la República de Polonia.  En cuanto a la política de alianza de las élites políticas y luego también del dinero con la clase media a expensas de la clase trabajadora, dijo que "la idea general de la relación de fuerzas en nuestra sociedad se ha mantenido como la mismo de la década de 1970, y el período de solidaridad de masas fue una excepción" ("solidaridad de masas" siendo los años 1980-1981). Desde la época de Gierek, la sociedad polaca ha estado hegemonizada por las percepciones y normas culturales de la (en ese momento emergente) clase media.
Términos como gestión, iniciativa, personalidad o la máxima del individualismo "edúcate, trabaja duro y sal adelante en la vida", combinados con el orden, sustituyeron a la conciencia de clase y al socialista igualitarismo, a medida que los trabajadores iban perdiendo su estatus simbólico, para ser finalmente separados en un estrato marginado.
| Predecesor: Władysław Gomułka | Primer Secretario del Partido Obrero Unificado Polaco 20 de diciembre de 1970 - 6 de septiembre de 1980 | Sucesor: Stanisław Kania |